# پوکارا پونتا
پوکارا پونتا (به اسپانیایی: Pukara Punta) یک کوه در پرو است که در Peru, Junín Region واقع شده‌است. پوکارا پونتا ۴٬۴۰۰ متر بالاتر از سطح دریا واقع شده‌است.